# (300010) 2006 UA54
(300010) 2006 UA54 es un asteroide perteneciente al cinturón de asteroides, descubierto el 17 de octubre de 2006 por el equipo del Mount Lemmon Survey desde el Observatorio del Monte Lemmon, Arizona, Estados Unidos.

## Designación y nombre
Designado provisionalmente como 2006 UA54.

## Características orbitales
2006 UA54 está situado a una distancia media del Sol de 3,072 ua, pudiendo alejarse hasta 3,377 ua y acercarse hasta 2,768 ua. Su excentricidad es 0,099 y la inclinación orbital 8,773 grados. Emplea 1967,54 días en completar una órbita alrededor del Sol.

## Características físicas
La magnitud absoluta de 2006 UA54 es 16,1.